# Emil Lungeanu

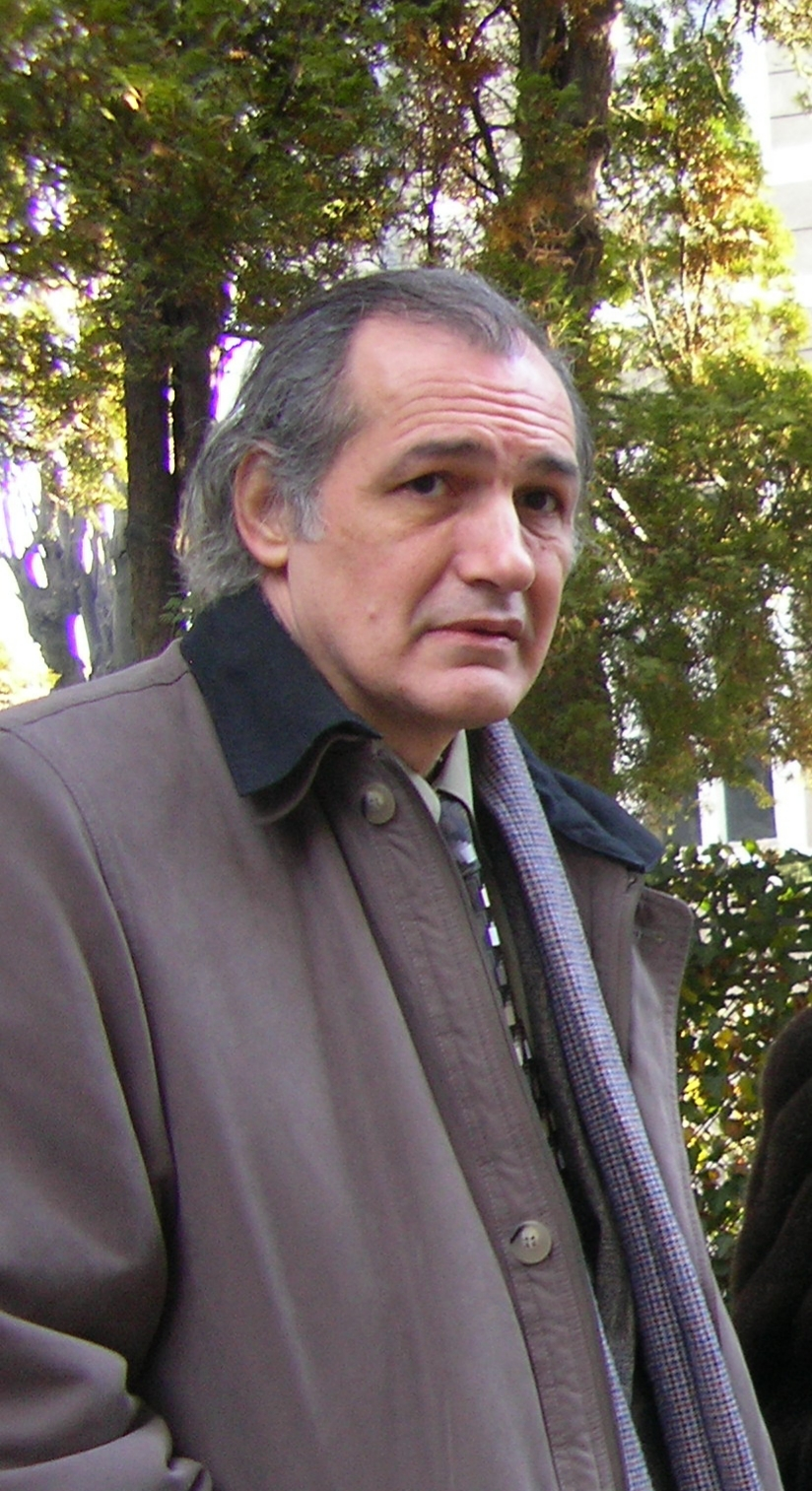
Emil Lungeanu

Emil Lungeanu (n. 1958, București) este un prozator, dramaturg, eseist, critic român, membru în conducerea Filialei București Proză a Uniunii Scriitorilor din România.

## Biografie
De-a lungul timpului a mai fost secretar general de redacție al Revistei Literatorul, redactor onorific la revistele Proza 21, Litere, Rotonda Valahă, Arena literară, Cervantes ș.a., fiind totodată semnatar de rubrică astronomică în Viața Românească (unica de acest fel în revistele literare). 
Opera – peste 60 de volume – distinctă prin maniera ei ludic-enciclopedică de „rafinament și nonconformism, eleganță stilistică și umor” (Alex Ștefănescu), l-a desemnat ca pe „o personalitate inconfundabilă” (Ion Dodu Bălan) „de tip renascentist” (Horia Gârbea), un „reprezentant al postmodernismului înalt” (Felix Nicolau) și „un autor european, o mare șansă pentru literatura română de azi” (Henri Zalis). 
Inovațiile aduse de Manifestul ludic în comentariul literar, conceput ca spectacol în sine (critică versificată în formulă epopeică, critică teatralizată în formulă mitologică, critică în formula jurnalului, a parodiei limbajului politic etc.), „serios și subtil în egală măsură” (Ana Blandiana), îl transformă în niște arte poetice ale unei creații propriu-zise („literatură de gradul trei”).
Inventator al teatrului fără nici un personaj (Eine Kleine Nacht Musik), eseist cu „o contribuție meritorie la exegeza basmului” (Mircea Muthu) și la cea shakespearologică,  romancier clasificabil în „elita autorilor de cărți de senzație” (Radu Voinescu), „incitant, bine documentat” (D. R. Popescu), Emil Lungeanu e considerat „unul din marii prozatori români, un stilist extraordinar al limbii române” (Nicolae Dabija) „dotat cu un simț special al proprietății cuvintelor” (Mircea Ghițulescu) și cu „arta unui giuvaergiu din Anwerpen” (Mihail Soare). 
Prezent în peste douăzeci de antologii în frunte cu cea a prozatorilor bucureșteni Next Up 1 (coord. Aurel Maria Baros), trei editate în străinătate, scriitorul are referințe în: 
- Enciclopedia marilor personalități din istoria, știința și cultura românească de-a lungul timpului și de pretutindeni, vol. X
- Scriitori și Filosofi (Marea Enciclopedie Română, Secțiunea I, 2009),
- O istorie condensată a literaturii române – 1880-2000 (2005-2006, respectiv ediția a II-a 2007),
- Dicționarul scriitorilor români de azi (2011),
- Istoria literaturii române – Dramaturgia (2008),
- Dicționarul scriitorilor români contemporani (2016), în zeci de alte volume, cronici și recenzii.

## Opera

#### Volume de autor
▪ Eu, deodatã (poezie, Litera, 1989) 
▪ Ceasul lui Fãt-Frumos (eseu, Institutul European, 1997)
▪ Strict secret (roman, Evenimentul, 1999)
▪ Profesorul de frig (roman, Evenimentul, 2000)
▪ Metropolis (roman, Evenimentul, 2001)
▪ Ereticii (roman, Evenimentul, 2001)
▪ Grajdurile lui Augias (teatru radiofonic, TNR, 2002)
▪ Steaua Polarã (roman, Paco, 2003)
▪ Graffiti (roman, Paco, 2003)
▪ Moarte în cinci mutãri (teatru, Epoli, 2003)
▪ Profesor de frig, ofer meditații... (teatru, Paco, 2003)
▪ Grajdurile lui Augias (teatru, Paco, 2003)
▪ Graffiti (teatru radiofonic în serial, TNR, 2004)
▪ De ce a rãmas în urmã ceasul lui Fãt-Frumos (teatru radiofonic, TNRC, 2006)
▪ Lecturi pe întuneric (criticã, Bibliotheca, 2007)
▪ Shakespeare’s Files (teatru radiofonic, TNR, 2007)
▪ Teatru (teatru, Ghepardul, 2008)
▪ Gramatica tãcerii sau codul poetic al lui Costin Tãnãsescu (criticã, Semne, 2008)
▪ Tartor în infernul comediei - Manierismul satirelor lui Dinu Grigorescu (critică, Tracus Arte, 2008, ed. a doua Ghepardul, 2008)
▪ Războiul din Lunã (teatru, Tracus Arte, 2009)
▪ Bețe în roate (teatru, Ghepardul, 2009)
▪ Jurnalul lui Henry Wilde (roman, Ghepardul, 2010, 2011, 2013)
▪ Fantoma Shakespeare (eseu de istorie literarã, Rafet, 2010)
▪ Déjà vu (teatru, Rafet, 2010)
▪ Rapsod în miezul iernii – Introducere  în poetica  lui  Constantin Marafet (critică, Scrisul Românesc, 2011)
▪ Însemnări în podul palmei (critică, Rafet, 2011)
▪ Pescar în larg (critică, Granada, 2011)
▪ Călător în Parnas – odiseea literară a lui Florentin Popescu (critică versificată, Dacia XXI, 2011, ed. a doua RawexComs, 2012)
▪ Dreptul la replică (teatru, Biodova, 2011)
▪ Gura lumii - extracții critice fără anestezie (critică, RawexComs, 2012)
▪ În ostrov la marea albă (nuvelă, Rafet, 2012)  
▪ Comedia criticii (antologie de critică, Tipo Moldova, Opera Omnia, 2012)
▪ Teatrul l-a făcut pe om (antologie de teatru, Tipo Moldova, Opera Omnia, 2012)
▪ Icoane și scripturi (critică, RawexComs, 2012)
▪ Singur în noapte/ Seul dans la nuit (poezie, ed. română-franceză, Antim Ivireanul, 2013)
▪ Anonimul Shakespeare (eseu de istorie literară, Tipo Moldova, Opera Omnia, 2013)
▪ Omul exotic – odiseea literară a Hannei Bota (critică teatralizată, Betta 2013, două ediții)
▪ Jocul (roman, Betta, 2013)
▪ Raport la Congresul al XV-lea – Rolul criticii și autocriticii în literatura contemporană : Eliza Roha, un „Cezar Petrescu feminin” al romanului de azi (critică parodică, Betta, 2013)
▪ Manifestul ludic – formule extreme în critica literară (trilogie critică, Betta, 2013)
▪ Tăcerea revăzută și adăugită (antologie de poezie, Tipo Moldova, Opera Omnia, 2013)  
▪ Prefaceți-vă că citiți (antologie de proză, Tipo Moldova, Opera Omnia, 2013)
▪ Legea junglei – aventuri critice și alte însemnări (critică, Betta, 2014)
▪ Poveste mută (teatru radiofonic, TNR și Festivalul Shakespeare Craiova, 2014)
▪ Dictatura lecturii (antologie de critică, Tipo Moldova, Opera Omnia,  2014) 
▪ Cronici din vremea lui Papură-vodă (critică, Rafet, 2014)
▪ Simple comentarii (critică, Betta, 2014)
▪ Gelu Vlașin : deprimismul.ro (critică, Betta, 2015)
▪ Pedeapsa cărților (critică, Betta, 2015)
▪ Bancnota de zece lire (critică, Betta, 2015)
▪ Lame de ras (critică, Betta, 2015)
▪ Enigma (roman, Betta, 2015, ed. a doua Tipo Moldova, Opera Omnia, 2015)
▪ Literatura de gradul trei (antologie de critică, Tipo Moldova, Opera Omnia, 2015)
▪ Himalaya (antologie de proză, Tipo Moldova, Opera Omnia, 2015)
▪ Mesaje extraterestre (critică, Betta, 2015)
▪ Motorul în trei timpi (teatru, Betta, 2015)
▪ Melancolia (poezie, Floare Albastră, 2016)
▪ Proiecte pentru trecut (critică, Betta, 2017)
▪ Denivelări (critică, Tracus Arte, 2018)
▪ Cartea recentă (critică, Neuma, 2019)
▪ Viitorul a trecut pe aici (roman, Eikon, 2019)

## Prezențe în antologii și alte opere colective
Balaurul și Miorița (Eagle Publishing House, 2011), Paul Everac – Ultimul gong (Fundația Ion I. Brătianu, 2012), „Stelele’n cer” (Lumina, 2013),  Antologia scriitorilor români contemporani din întreaga lume / Starpress 2013 / Anthologie der Rumänischen Gegenwartsautoren aus der ganzen Welt (proză, ed. română-germană, Fortuna, 2013)  Simbioze lirice (vol. 2) (Anamarol, 2013)  Cerul de jos – Antologia poemului fantastic contemporan (Virtuala, 2013)  „Noi suntem iarăși trecutul” (Lumina, 2014)  Antologia scriitorilor români contemporani din întreaga lume / Starpress 2014 / L’Antologia degli scrittori romeni contemporanei del mondo intero (poezie, ed. română-italiană, Fortuna, 2014)  Scripta manent (vol. 2) (Anamarol, 2014)  Metafore fără frontiere / Metafore senza confini (antologie de poezie româno-italiană, Inspirescu, 2014)  Martiriul Sfinților Brâncoveni (antologie de eseuri, Antim Ivireanul, 2014)  Antologie de poezie română contemporană / Anthologie de poésie roumaine contemporaine / Contemporary Romanian Poetry Anthology / Anthologie der Heutigen Rumänischen Dichtung (vol. 3, ed. română-franceză-engleză-germană, TipoMoldova, Opera Omnia, 2015)  Antologia scriitorilor români contemporani din întreaga lume – Starpress 2015 – Antología de escritores rumanos contemporáneos de todo el mundo (poezie, ediție română-spaniolă, Olimpias, 2015)  Simbioze lirice (vol. 13) (Anamarol, 2015)  Boema ’33 (antologie de poezie și proză, Climate literare, 2015)  Școala prozatorilor târgovișteni. Receptarea critică a operei lui Costache Olăreanu (Bibliotheca, coord. acad. Mihai Cimpoi, 2015)  Conviețuiri – Antologie de poezie contemporană (Betta, 2016)  Femeia, eterna poveste – Antologie de versuri și proză (Betta, 2016)  Podhodiași manevri v mîglivo vreme – Antologhia na 21 rumînski beletristi (Manevre potrivite pe timp de ceață – Antologie de 21 prozatori români, antologie de Aurel Maria Baros și Marius Miheț, Fondația za bîlgarska literatura, Sofia , 2017, pag. 163-177)  NEXT UP 1  proza – Antologiile orașului București (coord. Aurel Maria Baros, Exigent, 2018, pag.181-194)  Contemporani în mileniul III, interviuri de Liliana Popa (Semne, 2018)  Din universul poeziei române actuale / Șimdiki römen șiirinin evreninden (ediție română-turcă, Betta, 2018)  Ziua când înfloresc salcâmii... Ioan Barbu – 80 (antologie de Emil Pădurețu, Antim Ivireanul, 2018)  Șiir evreni / Universul poeziei – Yașayan Romanyali Șairler Seçkisi / Antologie de poeți români în viață (antologie de Osman Bozkurt, Șiir USAR, Istanbul, 2018)

## Publicistică
Acasă, Agenția de carte, Agero, Antares, Apollon, Arena literară, Argeș, Art-emis Academy, Biblioteca Bucureștilor, Bucureștiul literar și artistic, Cafeneaua literară, Cervantes, Contemporanul, Convorbiri literare, Convorbiri literare și critice, Cronica Fundațiilor, Cronica Timpului, Curierul de Vâlcea,  Curtea de la Argeș, Destine literare, Dor de Dor, Drama, Edebiyat Nöbeti (Turcia),  Feed Back, Gândul Anonimului, Independența Română, Jurnalul de Vrancea, Leviathan, Literatorul, Litere, Luceafărul de dimineață, Mesaj literar, Metroul, azi, Mișcarea literară, News 4 diaspora, Nomen Artis, Pentru Patrie  aug. 2012, Piața Universității, Pro Saeculum, Promo Libris, Proza 21, Ramuri, Republica Artelor, Rețeaua Literară, Revista de francofonie, Revista Radio, Rotonda valahă, Singur, Spații Culturale, Steaua, Sud, Suplimentul literar-artistic al Tineretului Liber, Teatrul azi, Tomis, Turism și Afaceri, Universul radio, Viața Românească etc.

## Premii obținute
- Scriitorul a fost distins cu
- Premiul Cartea Anului 2013
- Premiul Clubului de Proză al Uniunii Scriitorilor (2014),
- Premiul revistei Luceafărul de dimineață a Uniunii Scriitorilor pentru critică literară (2016),
- nominalizat la Premiul USR (2000) și la Premiul UNITER (2003),
- Premiul Opera Omnia și Medalia Orfeu a Societății Scriitorilor Danubieni (2012),
- Premiul Scriitorul Anului 2019 și Medalia Jubiliară Curierul de Vâlcea XXX (2020),
- Premiul Presei la Concursul internațional de proză Starpress (2012),
- Premiul Mihai Eminescu pentru critică literară la Festivalul internațional Mihai Eminescu (2013),
- Marele Premiu al Festivalului internațional Titel Constantinescu (2012),
- Trofeul Cerurile Oltului la Salonul Național de Literatură și Artă Rotonda Plopilor Aprinși (2012, 2016, 2018, 2019),
- Premiul Pamfil Șeicaru la Festivalul internațional Mihai Eminescu (2014),
- Premiul Mihai Eminescu și Diploma Doctor Honoris Causa a Academiei Dacoromâne (2015),
- Medalia Neagoe Basarab a Clubului Iubitorilor de Cultură (2012),
- Medalia jubiliară U.S.L.M. 35 ani (2014),
- Medalia de aur „Litere 15 ani” a Societății Scriitorilor Târgovișteni (2015) etc.